# Sugrim Oemrawsingh
Harry Sugrim Oemrawsingh (25 de agosto de 1940 - 8 de diciembre de 1982) fue un científico y profesor surinamés. Fue una de las víctimas de los Asesinatos de Diciembre.

## Biografía
Oemrawsingh nació en el distrito de Nickerie, en una familia indosurinamesa. Después de la escuela primaria, sus padres lo enviaron a Paramaribo para asistir a la escuela secundaria allí. A la edad de veinte años, obtuvo el diploma de la Escuela Secundaria General (AMS), luego de lo cual se fue a los Países Bajos para estudiar allí. Después de ocho años, obtuvo su doctorado en matemáticas y física en la Universidad de Ámsterdam.
Después de sus estudios, Oemrawsingh trabajó como asistente científico en el centro de datos de la Universidad Técnica de Delft. Allí, también obtuvo el espacio y el tiempo para trabajar en su disertación. Su especialización fue en ciencias de la computación y publicó varios artículos, incluyendo internacionalmente en el International Journal of Computer Mathematics. En la década de 1970, regresó a su país de origen, donde, como profesor universitario de la Universidad Anton de Kom en Paramaribo, participó en la creación de un centro informático universitario (URC), que finalmente se inauguró oficialmente en 1980, y del cual él fue el primer director. Su promoción, preparada en Delft, tuvo lugar en 1977 en esta universidad. Estaba casado y tenía una hija y un hijo.
A pesar de la toma del poder por parte de Dési Bouterse en 1980, Oemrawsingh pudo continuar trabajando en la universidad durante algún tiempo. En marzo de 1982, sin embargo, su hermano gemelo Baal Oemrawsingh, que era profesor de bioquímica en el mismo establecimiento, fue asesinado; posiblemente debido a su participación en el fallido contragolpe militar de Surendre Rambocus. Oemrawsingh decidió continuar trabajando y no escuchar las advertencias de amigos sobre su propia seguridad. Fue arrestado después del asesinato de su hermano, pero fue liberado después de ser interrogado.
Sin embargo, Bouterse se sintió amenazado por la gente abiertamente crítica a su régimen en la universidad, y Oemrawsingh, junto con su colega Gerard Leckie, fueron considerados peligrosos alborotadores. El 8 de diciembre de 1982, por lo tanto, fue arrestado de nuevo, y con catorce otros opositores a la dictadura fue asesinado por orden de los gobernantes militares en el Fuerte Zeelandia. Oemrawsingh fue enterrado el 13 de diciembre en el cementerio Sarwa Oedai. No fue hasta el 30 de noviembre de 2007, que comenzó el juicio contra los sospechosos de este asesinato.